# Vino spumante aromatico
Un vino spumante aromatico è uno spumante prodotto utilizzando vitigni aromatici ovvero Moscati, Malvasie, Brachetto, Gewürztraminer. Anche la Glera (utilizzata per vinificare il Prosecco) è, dal punto di vista della legge (reg. Ce n. 1166/2009), considerata aromatica (per alcune scuole di pensiero invece è considerata semiaromatica, come il Riesling, il Sauvignon e altri).
Gli spumanti italiani aromatici DOP più famosi sono l'Asti, il Brachetto d'Acqui e il Prosecco superiore. Però, solo rimanendo in Italia sono centinaia gli spumanti aromatici IGP e gli spumanti aromatici "tal quali" (ovvero senza IG/DO).
Da notare che sino al 2009 la sigla VSAQPRD (vino spumante aromatico di qualità prodotto in regioni determinate) indicava un vino spumante aromatico di tipo DOCG o DOC (ovvero DOP). Era la sigla che si poteva leggere, ad esempio sugli Asti o sui Prosecco. Questa sigla è stata abolita (insieme alle altre di tipo VQPRD) e quindi ora gli spumanti di qualità (VSQ) vinificati con uve aromatiche sono designati come VSQA (vino spumante di qualità aromatico).
Quasi sempre, uno spumante aromatico da Moscato o da Malvasia è di tipo dolce, a volte demisec (amabile). Nel Prosecco, invece è l'extradry la versione più tipica, seguita dal dry e dal brut. Il metodo di spumantizzazione più utilizzato per gli spumanti aromatici (e, comunque, più adatto per le caratteristiche delle uve aromatiche) è lo Charmat, ma non mancano grandi interpretazioni di Asti e di Prosecco Superiore realizzati con il metodo classico.